# Paroxyophthalmus nigericus
Paroxyophthalmus nigericus är en bönsyrseart som beskrevs av Giglio-tos 1917. Paroxyophthalmus nigericus ingår i släktet Paroxyophthalmus och familjen Tarachodidae. Inga underarter finns listade i Catalogue of Life.